# Honschaft Ruppelrath
Die Honschaft Ruppelrath, auch Honschaft Rupelrath, war im Mittelalter und der Neuzeit eine Honschaft im Kirchspiel und Gerichtsbezirk Solingen innerhalb des bergischen Amts Solingen. Sie umfasste das heutige Solinger Stadtgebiet in den Stadtteilen Aufderhöhe und Rupelrath.
Die Honschaft wurde erstmals im Jahr 1485 als Huntscaff Ropelradt urkundlich erwähnt.
Nach Ende der französischen Besetzung zu Beginn des 19. Jahrhunderts und Auflösung des Großherzogtums Berg 1815 wurde die Honschaft Ruppelrath – unter Beibehaltung der von den Franzosen durchgeführten kommunalen Neugliederung des Herzogtums – schließlich als Landgemeinde der Bürgermeisterei Höhscheid im Kreis Solingen des Regierungsbezirks Düsseldorf innerhalb der preußischen Rheinprovinz zugeordnet und war damit bis in das 19. Jahrhundert eine der untersten bergischen Verwaltungseinheiten. 1815/16 lebten 954 Einwohner in der Honschaft.
Laut der Statistik und Topographie des Regierungsbezirks Düsseldorf gehörten zu der Honschaft 1832 folgende Ortschaften und Wohnplätze (originale Schreibweise): Hackhausen, Hackhauser Höfe, Bodlenberg, Kreudersheide, Zur Straßen, Küllenberg, Greuel, Jammerthal, in den Dellen, Steinendorf, an der Brücke, Löhdorf, Höh, Hensberg, Eickenberg, Dahl, zum Horn, Birkendahl, Brand, Gosse, Wachssack, Holzkamp, Ruppelrath, Hütten, an den Linden, Reinoldi Capelle, Landwehr, Burbach und an der Neuen-Tränke.
Zu dieser Zeit gab es eine Kirche, zwei öffentliche Gebäude, 173 Wohnhäuser, eine Mühle bzw. Fabrik und 178 landwirtschaftliche Gebäude. Es lebten 1.138 Einwohner in der Honschaft, davon 133 katholischen und 1.005 evangelischen Glaubens.
Mit der Erhebung der Bürgermeisterei Höhscheid 1856 zur Stadt entfielen die Honschaften als Verwaltungseinheit.